# ヴィレッジ (お笑いコンビ)
ヴィレッジは、浅井企画に所属する日本のお笑いコンビ。2000年4月結成。

## メンバー
甲賀 大介（こうが だいすけ、1979年9月4日（45歳） - ）ボケ担当
- 静岡県磐田市出身。
- 血液型B型。身長166cm、体重61kg。
- 顔が濃いためよく外国人やハーフに間違えられることが多く、道を尋ねると英語で説明された事がある。しかし生粋の純日本人である。
- 兄の影響で高校では野球部に所属。中日ドラゴンズの大ファンであり、ブログやTwitterによく中日関係の話題を記述している。
- 既婚、1児の父。SNSでは妻の事を『女房』と呼んでいる。
- 妻はフルーツアートプロフェッショナル。都内の飲食店やパーティー会場などでも彼女のフルーツに特化したデザートが人気となっている。ブログでもその作品が登場することがある。
- 日本茶検定1級を取得するほど大のお茶好き。自ら茶葉を煎りほうじ茶を作ることもありチャイを作ることもある。日本茶に限らず紅茶・抹茶などもSNSで紹介している。

坪井 信也（つぼい しんや、1979年7月30日（45歳） - ）ツッコミ担当
- 静岡県磐田市出身。
- 血液型A型。身長158cm、体重57kg。
- 演歌歌手の松原健之とは高校の同級生にあたる。
- 趣味は釣りと日曜大工。
- 大工のアルバイトをしていたため、家具はほぼ手作りできるほどの腕前。
- 既婚、2児の父親。
- トークライブではMC担当。

## 経歴
- 2人とも静岡県磐田市（旧磐田郡豊岡村）出身の幼馴染。コンビ名の由来は村出身であることから。
- 東京アナウンス学院お笑い科に入学し、結成。
- 以前はアミー・パークに所属していた[1]。
- 浜松漫才グランプリ2021リベンジ 準優勝[2]。
- 浜松漫才グランプリ2022 優勝[3]。

## 出演

### テレビ
- 爆笑オンエアバトル（NHK）戦績0勝1敗 最高253KB
- オンバト+（NHK）戦績0勝1敗 最高341KB
- ぐるぐるナインティナイン（日本テレビ）
- お願い!ランキング（テレビ朝日）
- ピエール瀧のしょんないTV（テレビ静岡）
- いきなり!黄金伝説。猿島編（テレビ朝日）
- アメトーーク! （テレビ朝日）パクりたい-1グランプリ - 歌舞伎ショートコントを披露し、フジモンザキヤマにネタをパクられた。
- そろそろ にちようチャップリン（テレビ東京）

### ラジオ
- レコメン!（文化放送）
- ヴィレッジのチャンピオンレディオ[4]（MID-FM）- 2022年6月19日

### ライブ
- 『アミーパークライブ』出演: U字工事、じゅんいちダビッドソン、ふとっちょ☆カウボーイ、他
- 『5556ライブ』出演:トップリード、三拍子、ギフト☆矢野、ねじ、他
- トークライブ『スナックかくれんぼ』
- ラママ新人コント大会

### CM
⚫︎カーセンサー（甲賀）